# IMAP
Internet Message Access Protocol (kratica IMAP), je internetni protokol na aplikacijskem sloju, ki se uporablja za dostop do e-pošte na oddaljenem strežniku iz osebnega računalnika. IMAP je ustvaril leta 1986 Mark Crispin, kot moderno alternativo zelo razširjenemu protokolu  POP .Obstajajo določene razlike med njima, najbolj značilna je, da privzeto IMAP pušča pošto na strežniku, POP pa jo po odjemu izbriše.